# 水凤仙花
水凤仙花（学名：Impatiens aquatilis）为凤仙花科凤仙花属的植物，为中国的特有植物。分布于中国大陆的云南等地，生长于海拔1,500米至3,000米的地区，一般生长在湖边或溪边阴潮处，目前尚未由人工引种栽培。